# Нюзим (деревня)

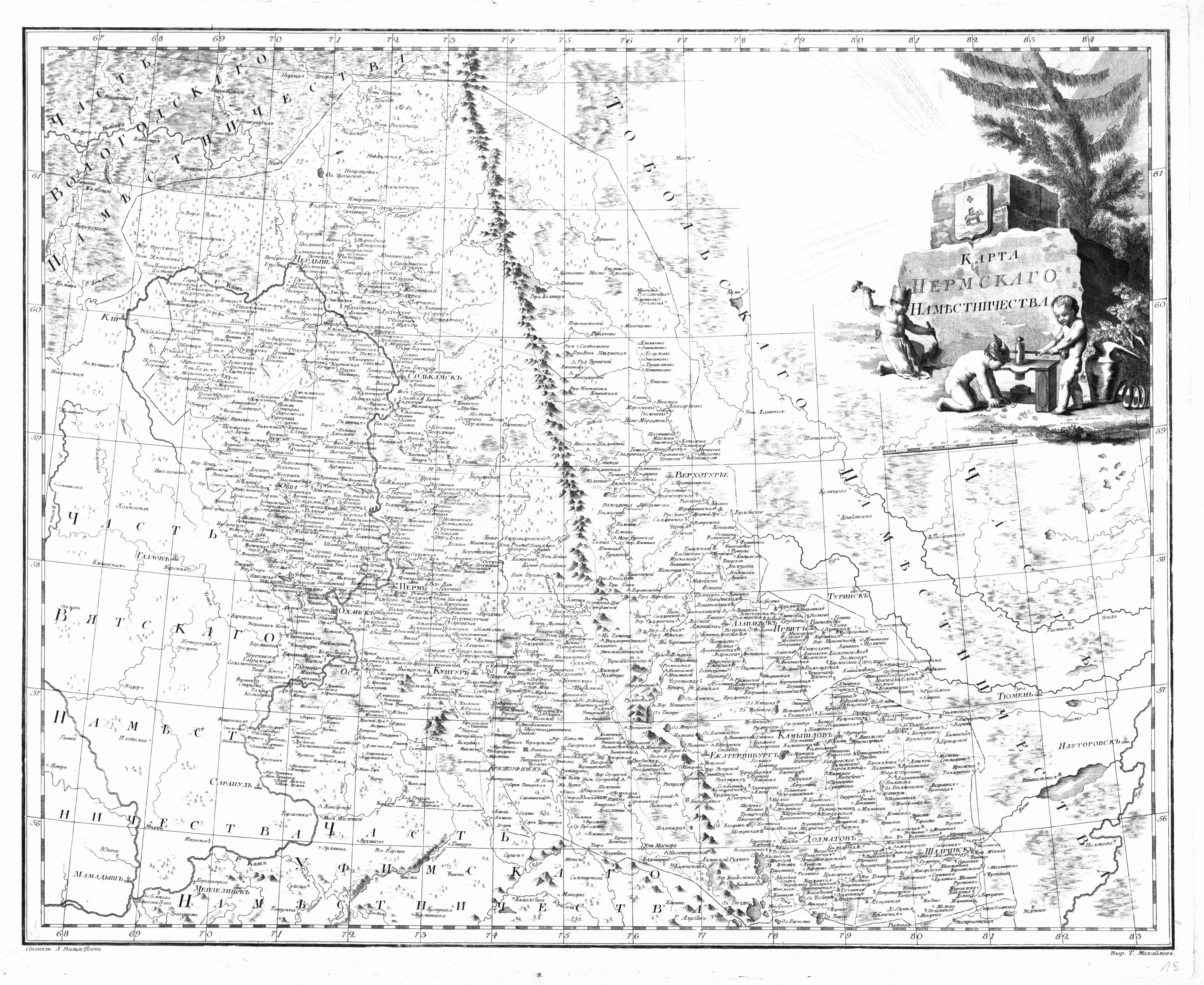
Деревня Нюзимская, входившая в состав Пермского наместничества, изображена на карте из Российского атласа 1792 года

Нюзим — опустевшая деревня на межселенной территории Чердынского городского округа.

## Географическое положение
Деревня расположена на правом берегу реки Колва примерно в 121 километре на северо-северо-восток от центра городского округа — города Чердыни.

## История
Деревня появилась на рубеже XVIII—XIX веков как центр старообрядчества беспоповского направления. На картах из Российского атласа 1792 года изображена как деревня Нюзимская в составе Пермского наместничества. Состояла изначально из трёх поселений. 
В последние годы[когда?] постоянные жители разъехались. Некоторое время ещё оставалась метеостанция с вахтовым персоналом, но ныне и она переехала в посёлок Петрецово.

## Население
Население деревни составляло 12 человек (2002), все русские.
| 2010 | 2016 |
| ---- | ---- |
| 4    | ↘0   |

## Климат
Климат умеренно-континентальный с продолжительной холодной и снежной зимой и коротким летом. Снежный покров удерживается 170—190 дней. Средняя высота снежного покрова составляет более 70 см, в лесу около 1 метра. В лесу снег сохраняется до конца мая. Продолжительность безморозного периода примерно 110 дней.